# Il cielo in una stanza/La notte
Il cielo in una stanza/La notte è il 27º singolo discografico della cantante italiana Mina, pubblicato nel giugno del 1960 dall'etichetta discografica Italdisc.

## Storia
Il cielo in una stanza è una canzone di Gino Paoli, conosciuta soprattutto attraverso le interpretazioni di Mina, che tuttavia non l'avrebbe mai incisa, se non grazie all'intervento di Mogol che, intuite le capacità autoriali del giovane Paoli, aveva insistito per farla ascoltare e poi registrare alla cantante. Al di là della qualità musicale e artistica del brano e del successo personale ottenuto dalla cantante, questa canzone rappresenta una svolta nella sua carriera, sia per l'intensità dell'interpretazione, sia per la maturità e il coraggio dimostrato nel presentare un argomento assolutamente non convenzionale all'epoca per una donna. Soprattutto se si aggiunge il fatto che Mina, fino ad allora, aveva abituato il suo pubblico e avuto notorietà con pezzi decisamente più leggeri e commerciali. Storicamente Mina è stata la prima interprete della canzone e, a giudicare dal successo di pubblico e di critica ottenuto nell'immediato ma anche successivamente, la sua versione rappresenta un punto di riferimento e paragone per tutta la musica leggera italiana e in particolare per la canzone d'autore.
Si trova nell'EP Il cielo in una stanza/Confidenziale/Piano/Non voglio cioccolata. Fornisce il titolo ed è la traccia d'apertura del secondo album ufficiale dell'artista. Esiste in due edizioni diverse, entrambe del 1960 e sempre arrangiate da Tony De Vita che con la sua orchestra accompagna Mina. In ordine cronologico la prima ha durata 1:59 e la seconda 2:54. La più lunga, denominata extended, si trova sul singolo Il cielo in una stanza/Stranger Boy pubblicato nel 1965 e nelle raccolte su CD Mina Gold (1998) e Ritratto: I singoli Vol. 1 (2010). A parte questi supporti, tutti gli altri utilizzano la versione corta.
Il DVD Gli anni Rai 1962-1965 Vol. 9, nel cofanetto monografico pubblicato da Rai Trade e GSU nel 2008, contiene i video di due versioni dal vivo cantate da Mina durante le registrazioni dei varietà televisivi:
- Il Signore delle 21 1962, 7ª puntata (16 giugno) - canzone intera (durata 2:51) con l'intervento di Ernesto Calindri
- Alta Pressione 1962, 3ª puntata (30 settembre) - frammento (durata 1:15).

Canzone usata anche in un carosello pubblicitario girato per l'Industria Italiana della Birra.
La notte è la cover dell'omonima canzone incisa e pubblicata per la prima volta da Ricky Gianco nel 1959. Sarà inserita da Mina in un album soltanto 39 anni dopo, precisamente nella raccolta Mina Gold 2 del 1999.
Entrambi i brani si trovano nell'antologia di tutti i singoli dagli esordi a tutto il 1964: Ritratto: I singoli Vol. 1 del 2010.

## Accoglienza
Mina con questo singolo raggiunge, per la seconda volta nella sua carriera (dopo Tintarella di luna), il traguardo discografico del primo posto nelle vendite in Italia. 27 settimane consecutive di permanenza in classifica, sempre nei primi 6 posti. 
20 settimane consecutive sul podio delle prime tre e 11 consecutive più una al primo posto.
Fanno del singolo il più venduto del 1960 e in assoluto il disco più acquistato dal 6 agosto 1960 al 4 febbraio 1961.
| Classifica 1960    | Posizione | Settimane |
| ------------------ | --------- | --------- |
| 6 agosto           | 5         | 1         |
| 3 - 20 - 27 agosto | 6         | 3         |
| 3 settembre        | 5         | 1         |
| 10 settembre       | 4         | 1         |

| Data                     | Posizione | Settimane |
| ------------------------ | --------- | --------- |
| 17 - 24 settembre        | 3         | 2         |
| 1 - 8 ottobre            | 2         | 2         |
| 15 ottobre - 24 dicembre | 1         | 11        |
| 31 dicembre              | 2         | 1         |

| Classifica 1961      | Posizione | Settimane |
| -------------------- | --------- | --------- |
| 7 gennaio            | 1         | 1         |
| 14 - 21 - 28 gennaio | 2         | 3         |
| 4 febbraio           | 6         | 1         |

## Tracce
Lato A
1. Il cielo in una stanza – 1:59 (Gino Paoli; edizioni musicali Fama)

Lato B
1. La notte – 2:28 (testo: Franco Franchi – musica: Gian Franco Reverberi; edizioni musicali Fama)

## Copertine
Il singolo è stato pubblicato con diverse copertine fotografiche.

Nella gallery qui sopra: la copertina ufficiale e quella alternativa, stampata in tre colori diversi, seguita da quella gialla del CD singolo di produzione europea con 5 tracce originali della canzone Il cielo in una stanza cantate da Mina in lingua straniera, nell'ordine: prima e quinta in inglese (edizione UK durata 2:52 e USA di 2:20), seconda in spagnolo, terza in tedesco e quarta in italiano (versione extended). Si ricorda che non esiste una traduzione/adattamento del brano in francese.
Esistono, in genere usate nelle ristampe del disco, anche: comune, meno comune e rara, sovrastampata.